# Smerkata phaeopera
Smerkata phaeopera is een vlinder uit de familie van de gevlamde vlinders (Endromidae). De wetenschappelijke naam van de soort werd voor het eerst geldig gepubliceerd in 1910 door Hampson als Mustilia phaeopera.